# Centromadia pungens
Centromadia pungens là một loài thực vật có hoa trong họ Cúc. Loài này được (Hook. & Arn.) Greene mô tả khoa học đầu tiên năm 1894.